# Bodeck (Adelsgeschlecht)

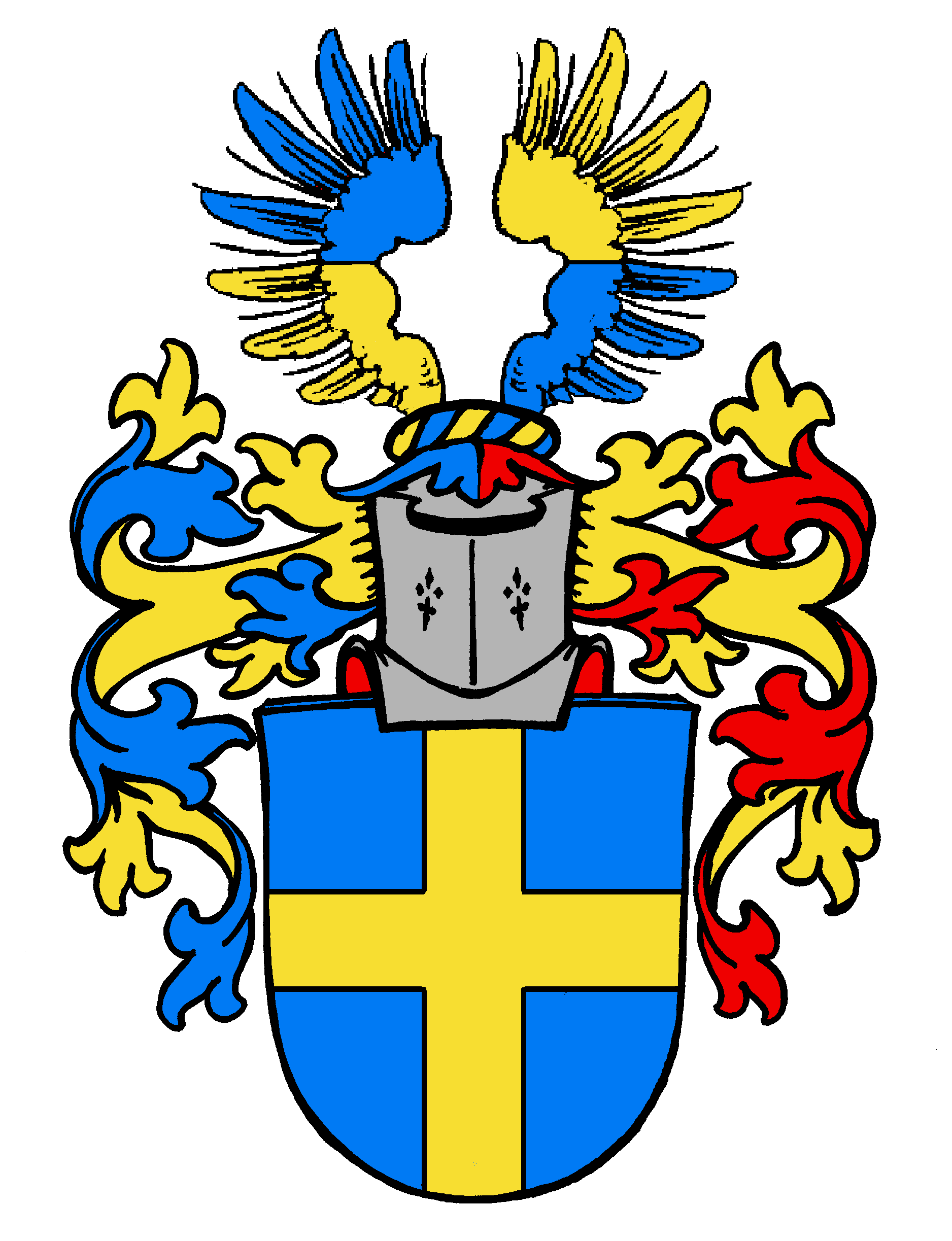
Stammwappen derer von Bodeck

Die Familie von Bodeck (auch: Bodecker) ist ein altes Stadtadelsgeschlecht aus Thorn, dessen Mitglieder in höheren städtischen Amtswürden in Antwerpen, Augsburg, Danzig, Elbing, Frankfurt am Main, Hamburg, Straßburg, Thorn, Utrecht und Worms vorkamen.

## Geschichte
Die Stammreihe beginnt laut GHdA mit Niklas von Bodeck (siehe unten C2.), der um 1370 von Thorn nach Elbing kommt. Bonaventura I. von Bodeck (* 13. August 1512 in Thorn) war Sohn des Johann von Bodeck und Enkel des Jacob von Bodeck und Bruder des Valentin von Bodeck. Bonaventura wandte sich in die Niederlande, wo er sich als Großkaufmann in Antwerpen niederließ. 1585 floh er nach Lübeck, von wo aus er im Sommer 1590 nach Frankfurt am Main kam. Dort starb am 8. August 1591. Seinen Nachkommen hinterließ er ein Vermögen von 250.000 Reichstalern.
Von dem älteren Sohn, Johann von Bodeck (* 1555 in Antwerpen) stammte die Linie zu Frauenhagen bei Frankfurt und die zu Gülzow im Lauenburgischen ab, welche letztere mit Bonaventura III., des Herzog Christian II. zu Mecklenburg Kammerherr und geheimer Rat, im Jahr 1654 durch Erwerb des Gutes Gülzow anfing.
Der jüngere Sohn des Bonaventura I. von Bodeck, welcher ebenfalls Bonaventura (II.) hieß (* 1556 in Antwerpen; † 1629 in Ellgau/Schweiz) entsprang die Elkauische, Elgauische, Ellgauische Linie in der Schweiz, welche im 17. Jahrhundert von den Söhnen des Johann Evangelista von Bodeck, Oberamtmann zu Oberkirch bei Straßburg fortgesetzt wurde.

### Nobilitierungen
Bonaventura Bodegker sen. (siehe unten G5.) wurde am 7. September 1584 in Prag der Reichsadelsstand mit Wappenbesserung bestätigt. Bonaventura von Bodeck jun. (siehe unten H3.), auf Ellgau bei Zürich, wurde 1600 in die schwäbische Reichsritterschaft aufgenommen. Am 19. Januar 1615 erfolgte eine Reichsadelsbestätigung für die Brüder und Vettern Hans, Kaiserlicher Rat, Bonaventura, auf Ellgau, Kaiserlicher Rat, Valentin und Johann auf Hansdorf sowie Niclas von Bodeck (Bodegg). Am 6. August 1773 gab es zu Compiégne eine französische Anerkennung des Freiherrnstandes für das Gesamtgeschlecht. Am 3. Juli 1816 erfolgte die Immatrikulation in die bayerische Freiherrnklasse für Ludwig Freiherr Bodeck von Ellgau, auf Heidenfeld, vormals Großherzoglich toscanischem Kämmerer.

### Stammliste
Stammliste von Bodeck mit den in der Wikipedia vertretenen Personen und wichtigen Zwischengliedern.
Die mangelhafte, oft fehlerhafte, Quellenlage betrifft den gesamten Zeitraum aller Familienzweige. Gesicherte Daten sind urkundlich genannt, Geburts- und Sterbedaten o. g. Zeiträume jedoch oft ungesichert und nach höchstmöglicher Wahrscheinlichkeit der oft abweichenden Datenquellen unter Vorbehalt zu betrachten. Es bleiben genealogische Details, sogar die Zuordnung von Mitgliedern des Hauses, ungeklärt.

Der erste bekannte Vertreter des Hauses war Johann Bodecker, Ritter am Niederrhein, (* um 1220); ⚭ () N.N. Sie hatten folgende Nachkommen:

Johann von Bodeck, (* 1454 in Thorn), Gemälde eines unbekannten Meisters

A1. Conrad von Bodeck, Deutschordensritter (1272), (* um 1245; † 1307 in Culmsee; ▭ ebenda); ⚭ (um 1280) Ursula von Waldow, Tochter von Arnold von Waldow (* um 1240)
B1. Johann von Bodeck, (* 12. Dezember 1298 in Culmsee; † 1348 in Thorn; ▭ in Culmsee); ⚭ (1330 in Thorn) Hedwig von Allen(stein) (* um 1305/1310; † in Thorn), Tochter von Hermann von Allen(stein) (um 1270–nach 1330) und N.N.
C1. Fabian von Bodeck, (* um 1335)
C2. Niclas (Nikolaus) von Bodeck, (* 29. September 1341 in Thorn; † 1386 ebenda); ⚭ (1369 in Thorn) Anne von der Osten (* um 1345; † in Elbing), Tochter von Arndt von der Osten (um 1315–1386)
D1. Johann von Bodeck, Student in Wittenberg (1386), (* 20./21. Oktober 1370 in Thorn; † (1404/1408/1410) in Elbing); ⚭ I: (1396 in Elbing) Maria (auch Mariam oder Marge) von Lohe (* (1365/1370/1375) in Thorn; † 26. April (1400/1402) in Elbing), Tochter von Johann von Lohe (um 1335–1400) und N.N. von Wetzelrode, Erbin des Gutes Wetzelrode, (1335/1340–); ⚭ II: (1402) Barbara von Herworden (Herford) (* um 1375)
E1. [I] Jacob von Bodeck, (* 1398 in Elbing; † (1460/1470) in Thorn); ⚭ (um 1450 in Thorn) Catharina von Rogendorf (* um 1423 in Thorn; † 1460 ebenda), Tochter von Johan IV. von Rogendorf (um 1395–1460) und Maria von Lohe (1400–)
F1. Catharina von Bodeck, (* 1453 in Thorn; † 1523 ebenda); ⚭ (1479 in Thorn) Johann van der Brucken (* 1430 in Thorn; † 1495 ebenda), Sohn von Albrecht van der Brucken (–) und N.N.
F2. Johann von Bodeck, (* 1454 in Thorn; † 19. Mai 1521 ebenda); ⚭ I: (1492) Anna Dorothea Piontkowski (* um 1465; † vor 1499 in Danzig); ⚭ II: (1508 in Thorn) Hedwig (Male) Friedewald (* um 1488; † nach 1538), (⚭ II: (1538) Hans Rüdiger), Tochter von Niclas Friedewald (1466–1524) und Anna Rack (1465/1470–)
G1. [I] Jakob von Bodeck, (* (3./11.) September 1496 in Thorn; † nach 1537), Kaufmann in Danzig; ⚭ () Clara von Bergen (* um 1510), Tochter von Lorenz von Bergen (um 1475–) und N.N.
H1. Heinrich von Bodeck, (* 1533); ⚭ () N.N.
I1. Heinrich von Bodeck, (* 1564; † 14. Januar 1611)
J1. Jakob von Bodeck, Kapitän, (~ 13. Mai 1607; † 1667 in Rosenberg); ⚭ (um 1637) Anna Margaretha von Nostitz (* um 1610)
K1. Abraham Benno von Bodeck, Obrist der Lüneburgischen Artillerie, (* 20. Juni 1653 in Brunau bei Rosenberg; † 20. November 1709 in Celle); ⚭ () Anna Elisabeth von Löwen (* um 1660; † 4. Oktober 1733)
L1. Johanna Florentine von Bodeck, (* um 1685); ⚭ (7. Mai 1710) Bonaventura Dominikus von Bodeck, auf Hansdorf, Wiese und Falkenhorst, (* 30. September 1666 in Hansdorf bei Elbing; † 26. Februar 1727 in Marwitz), Sohn von Ernst von Bodeck (1620–1681) und Elisabeth Cornelia von Bodeck (1631–1674)
H2. Salomon von Bodeck, (* 1537 in Danzig); ⚭ I: (um 1565 in Danzig) Katharina Rogge (* um 1545), Tochter von Martin Rogge (um 1507–1567); ⚭ II: (1578) Catharina von Krockow (* um 1564), Tochter von Mathias von Krockow auf Osseken (1530–)
G2. [I] Christopher von Bodeck, am 23. Juni 1551 belehnte der Ordensmeister Heinrich von Galen seinen Rat und Kanzler mit dem Gut Terrastfer (Kirchenspiel Torma) in Livland und verwandelte im Frühjahr 1552 das Lehn-Besitzrecht für ihn und seinen Bruder Christian in Allodialrecht, worauf er das Gut sogleich verkaufte, (* um 1495; † nach 1552)
G3. [I] Christian von Bodeck, (* um 1498)
G4. [II] Erasmus von Bodeck, Magister im Dienst Gustav Wasas, Hanse-Sekretär im Kontor Bergen (1524), (* 15. Juni 1510 in Thorn; † 1539 ebenda); ⚭ () N.N.
H1. Johann von Bodeck, (* 1537 in Thorn; † 30. Oktober 1569 in Danzig); ⚭ (28. Mai 1559 in Danzig) Ursula von Süchten (* 30. Juli 1537 in Danzig; † 4. Juni 1615), (⚭ II: () Moritz Lacke), Tochter von Cordt von Süchten, Bürgermeister von Danzig (1525–im Aufruhr 1527 ausgeschieden), (1480–1538) und (Elisabeth Bischof (um 1505–))
I1. Hans von Bodeck, (* 10. Dezember 1562 in Thorn; † 1596); ⚭ (27. Oktober 1591 in der Marienkirche, Danzig) Elisabeth von Rüdiger (* 1. November 1576 in Danzig; † 27. Januar 1625), Tochter von Mathis von Rüdiger (um 1545–)
J1. Bonaventura von Bodeck, (* 4. Juni 1597; † 8. Januar 1652 in Danzig)
J2. Ernst von Bodeck, Ratsherr in Danzig, (* 10. Februar 1611 in Danzig; † 23. Februar 1670 ebenda); ⚭ (6. Juni 1644 in der Marienkirche, Danzig) Dorothea von der Linde (* 3. März 1623; ▭ 6. August 1671 in der Marienkirche, Danzig), Tochter von Adrian von der Linde, Bürgermeister von Danzig (1630–1631), (1579–1631) und N.N.
G5. [II] Bonaventura I. von Bodeck, zog 1533 nach Antwerpen, als Bankier in Lübeck erwähnt (1553), Reichsadel in Prag (2. September 1584), (* 13. August 1512 in Thorn; † 5. August 1591 in Frankfurt am Main; ▭ in der Peterskirche, Frankfurt); ⚭ (1553 (in Amsterdam)) Aechjen (Agathe) van Neck (* um 1525 in Amsterdam; † 16. März 1568 in Antwerpen; ▭ in der Minderbroederkirche), Tochter von Simon Lorens van Neck (1490–1546) und Hillegond Ottens van der Schellingh (um 1500–1542)
H1. Maria von Bodeck, (* 5. Juli 1554 in Antwerpen; † 31. Oktober 1572, bei der Geburt einer Tochter im Kindbett); ⚭ (13. Februar 1571 in Mariensee) Nikolaus von der Linden (* um 1543; † 1605 in Danzig), Sohn von Johann von der Linden (1514–1558) und Barbara Falckner (1515–1586/1598)
H2. Johann (Hans) von Bodeck, entgeht 1572 während der Bartholomäusnacht in Paris als Protestant nur knapp dem Tod, flieht 1585 bei der Einnahme Antwerpens durch die Spanier nach Frankfurt und erwirbt das Beisassenrecht, erster Frankfurter Guldenmillionär, (* 6. September 1555 in Antorff; † 2. August 1631 in Frankfurt am Main; ▭ 4. August 1631); ⚭ (24. Juni 1584 in Antwerpen) Maria Bormann (* 23. April (1562/1568) in Antwerpen; † 31. Oktober 1628 in Frankfurt am Main), Tochter von Arnold Bormann, Kaufmann und Wechselhändler, (–) und Cornelia Piggen (–); Nachkommen siehe hier
H3. Bonaventura II. von Bodeck, Handelsherr zu Frankfurt, Augsburg und Zürich, kaiserlicher Rat, Adelsbestätigung (19. Januar 1615), (* 12. September 1556 in Antwerpen; † (4./29.) Januar 1629 auf Schloss Elgg in Elgg); ⚭ I: (27. August 1584 in Augsburg) Katharina Rehlinger von Windach (* 24. März 1562; † 22. März 1603 auf Schloss Elgg), Tochter von Carl Wolfgang Rehlinger von Windach (–) und N.N. (–); ⚭ II: (6. Januar 1612) Ursula von Berenfels (* 23. April 1560), (⚭ I: () N.N. von Schauenburg), Tochter von Hannibal von Berenfels (1535–1601) und Judith von Eptingen (–); Nachkommen siehe hier
H4. Adelgunde von Bodeck, (* (16./26.) April 1558 in Antwerpen; † 31. Dezember 1579 in Danzig); ⚭ (3. (Januar/Juni) 1576 in Hamburg) Johann (Hans) von der Linde, Kaufmann in Danzig, Schöppe (1573), Ratsherr (1575), Bürgermeister (1581), Burggraf zu Danzig (1584–1596), (* 1542; † 27. Januar 1619 in Danzig), (⚭ I: (25. September 1571 in Danzig)) Katharina Hövener (* 28. Dezember 1554 in Danzig; † 20. Mai 1572 ebenda); ⚭ III: (28. Februar 1588 in Hamburg) Hedwig Proitke (* 4. Oktober 1560 in Danzig; † 21. Oktober 1592 ebenda), Sohn von Johann von der Linde (1514–1558) und Barbara Falckner (um 1515–1586/1598)
H5. Simon von Bodeck, (* um 1560; † jung)
H6. Agathe von Bodeck, (* 7. November 1564 in Antwerpen; † 23. März 1619 in Frankfurt am Main); ⚭ (26. Mai 1589 in Frankfurt am Main) Johann Scholier, Erneuerung und Bestätigung des adeligen Wappens durch Kaiser Rudolf II. für ihn und seine drei Brüder (2. Februar 1604 in Prag), (* 3. August 1547 in Antwerpen; † 5. Dezember 1613 in Frankfurt am Main), Sohn von Peter Scholier (1500–1572/1582) und Katharina von Deckere (1518–1590)
G6. [II] Valentin von Bodeck, Schöppe (1550), Ratsherr (1560), auf dem Hansetag in Lübeck (1566), Burggraf (1571), Bürgermeister von Elbing (1574), (* 13. Februar 1515 in Thorn; † 23. März 1575 in Elbing; ▭ in der St. Nikolai-Kirche, Elbing); ⚭ (1540 in Elbing) Ursula von Lohe, brachte die Güter Hansdorf, Wiese und Falkenhorst bei Elbing in die Ehe, (* um 1518/1520 in Elbing; † 24. Mai 1592 in Elbing), Tochter von Johann(es) von Lohe (um 1480–1541) und Anna von Rautenberg (um 1490–)
G7. [II] Tochter von Bodeck
H1. Johann (Hans) von Bodeck, Schöppe in Elbing (1575), Ratsherr (1579), Erbherr auf Hansdorf (1589), (* 4. August 1542 in Elbing; † 12. Juli 1595 ebenda; ▭ in der Marienkirche, Elbing); ⚭ (1574 in Elbing) Dorothea Möllner (* 1551 in Elbing; ▭ 12. September 1612 in Elbing), Tochter von Fabian Möllner (1519–1599) und Dorothea Wartenberg (um 1510/1515–)
I1. Valentin von Bodeck, Student in Königsberg (1596), Bürger in Danzig (1600), Schöppe (1609), Ratmann (1612), Richter (1618), Bürgermeister von Danzig (1619–1635), (* 14. Juli 1578 in Elbing; † 16. Oktober 1635 in Artschau bei Danzig); ⚭ (21. August 1600 in der Marienkirche, Danzig) Agathe von der Linde (* 1578; † 16. Februar 1630 in Danzig; ▭ 1. März 1630 in der Marienkirche, Danzig, Stein 423), Tochter von Johann von der Linde (1542–1619) und Adelgunde Bodecker (1558–1579)
J1. Valentin von Bodeck, Ratsherr in Danzig (1677), (* um 1605; † 1677 in Danzig); ⚭ () N.N.
K1. Valentin Carl von Bodeck, (* um 1640; †† 1695 in Danzig)
→ Danziger Zweig im Mannesstamm erloschen
J2. Niclas von Bodeck, Kaufmann in Danzig, Schöppe (1637), Ratsherr (1643), Richter (1644), Kämmerer (1655), Burggraf (1661–1670), Bürgermeister von Danzig (1664–1675), Krieg-Assessor, (* 30. August 1611 in Danzig; † 21. Juli 1676 ebenda); ⚭ I: (14. Juni 1633 in der Marienkirche, Danzig) Elisabeth Rogge (* 23. Januar 1613 in Danzig; † 25. November 1643 in Danzig; ▭ 29. November 1643 in der Marienkirche, Danzig, Stein 423), Tochter von Johann Rogge (1578–1644) und Elisabeth Hildebrandt (1588–1624); ⚭ II: (14./30. Juni 1648 in der Marienkirche, Danzig) Constantia Giese (* 28. Januar 1627 in Danzig; † 6. Mai 1674 in Danzig), Tochter von Salomon Giese (1590–1651) und Katharina Köseler (1594–1656)
K1. [I] Johann von Bodeck, Hofbesitzer in Löblau (1690), (* 9. April/4. September 1638 in Danzig; † 6. Februar 1694; ▭ 1. März 1694 in der Marienkirche, Danzig, Stein 339), ⚭ (20./21. April 1671 in Danzig) Katharina Elisabeth von Bergen (* 5. April 1651 in Danzig; † 11. Oktober 1689 in Danzig; ▭ 20. Oktober 1689 in der Marienkirche, Danzig, Stein 339), Tochter von Jakob von Bergen (1619–1653) und Elisabeth Giese (1624–1684)
L1. Agathe Renate von Bodeck (* 4. Januar 1676 in Danzig; ~ 16. Juni 1676; † 28. April 1742 in Danzig; ▭ 18. Mai 1742 in der Marienkirche, Danzig, Stein 339); ⚭ (30. April 1696 in der Marienkirche, Danzig) Gabriel Friedrich Schumann, Kaufmann und Ratsherr in Danzig, Bürgermeister (1718), (* 23. November 1667 in Danzig-Marien; † 13. September 1718; ▭ 27. September 1718 in der Marienkirche, Danzig), Sohn von Gabriel Schumann (1631–1700) und Konstantia von Holten (1638–1680)
K2. [I] 7 Söhne/Töchter von Bodeck
K3. [II] Concordia von Bodeck (* 28. April 1649 in Danzig; † 4./5. Oktober 1712 in Danzig; ▭ 20. Oktober 1712 in der Marienkirche (Danzig)); ⚭ I: (20./30. Juni 1673 in Danzig) Johann Heinrich Giese, Kaufmann in Danzig, Besitzer von Schiewenhorst, (* 17./27. März 1636; † 16. März 1687 in Danzig), Sohn von Raban Giese (1597–1673) und Kordula von Bodeck (1614–1643); ⚭ II: (16. September 1688 in der Marienkirche, Danzig) Andreas von Borgmann, Stadtsekretär (1662), Ratsherr (1694), Bürgermeister von Danzig (1701–1704), auf Klein Katz Kreis Neustadt (1710), königlicher Burggraf in Danzig (1718), (* 30. Januar 1635 in Danzig; † 17. Dezember 1722 in der Marienkirche, Danzig), Sohn von Gabriel Borkmann (1599–1668) und Elisabeth Wieder (1610–1647)
K4. [II] Agathe von Bodeck (* 11. März 1650); ⚭ () Carl Ehler (* 1646; † 1686)
K5. [II] 3 Töchter von Bodeck
J3. Dorothea von Bodeck, (* 2. Dezember 1615 in Danzig; † 10. Juni 1654 in Danzig an der Pest); ⚭ (14. Februar 1639 in der Marienkirche, Danzig) Albrecht Rosenberg, Kaufmann und Ratsherr in Danzig, (* 19. September 1612; † 22. Juli 1660; ▭ 26. Juli 1660 in der Marienkirche, Danzig), (⚭ II: (20. November 1655 in Danzig) mit Adelgunde Wieder (* 1615; ▭ 20. Juni 1681 in der Marienkirche, Danzig))
J4. 8 Söhne/Töchter von Bodeck
I2. Hans von Bodeck, auf Wiese, Falkenhorst, Roggau und Blumenau, deutscher Diplomat und Kanzler des Kurfürsten von Brandenburg-Preußen, (* 1582 in Danzig; † 23. Juni 1658 in Hamburg); ⚭ (2. März 1609/1610) Cordula von Schwarzwald (* 5. Dezember 1588; † 17. März 1635), Tochter von Johann von Schwarzwald (1544–1608) und Brigitte Brandes (1553–)
J1. Kordula von Bodeck, (* 13. März 1614; † 5. Juli 1643 in der Marienkirche, Danzig); ⚭ (19. Juni 1635 in Danzig) Raban Giese (* 9. April 1597; † 7. Januar 1673 in Danzig), Sohn von Heinrich Giese (1564–1599) und Barbara von Bahr (* Januar 1575; † 1606, beides in Danzig), Tochter von Simon von Bahr und Judith Bartsch.
J2. Ernst von Bodeck, auf Hansdorf, (* 9. Juli 1620 in Hansdorf; † 22. Februar 1681 ebenda); ⚭ (6. Februar 1652) Elisabeth Cornelia von Bodeck (* Juni 1631 in Frankfurt am Main; † 3. Oktober 1674 in Danzig), Tochter von Hans von Bodeck (1589–1650) und Susanna von Uffeln (um 1605–)
K1. Bonaventura Dominikus von Bodeck, auf Hansdorf, Wiese und Falkenhorst, (* 30. September 1666 in Hansdorf; † 26. Februar 1727 in Marwitz); ⚭ (7. Mai 1710) Johanna Florentine von Bodeck (* um 1685), Tochter von Abraham Benno von Bodeck (1653–1709) und Anna Elisabeth von Löwen, (um 1660–1733)
L1. Albertine Florentine von Bodeck, (* um 1710); ⚭ () N.N. von Brederlow
I3. Adelgunde von Bodeck, (* 1591); ⚭ I: (1615 in Elbing) Johann Nicolaus von der Linde (~ 2. September 1584 in Danzig; † 27. April 1623 in Danzig), Sohn von Nikolaus von der Linde (um 1543–1605) und Anna Wagner (1561–1601); ⚭ II: (17. Februar 1628 in Danzig) Daniel Wichmann, Kaufmann in Krakau, dann in Danzig, (* um 1578 in Danzig; ▭ 21. Januar 1631 ebenda), Sohn von N.N. Wichmann (um 1545–) und N.N.
I4. Regina von Bodeck
I5. Dorothea von Bodeck
H2. Katharina von Bodeck, (* 1548; † 20. August 1611); ⚭ I: () Achatius von Engelken (* um 1545); ⚭ II: () George von Braun (* um 1545)
H3. Anna von Bodeck, (* 1550 in Elbing; † 29. August 1628 in Königsberg); ⚭ (1562 in Elbing) Sigismund Scharff (* 1544 in Breslau; † 8. Juli 1589 in Königsberg)
H4. Regina von Bodeck, (* 1552 in Danzig; † 1. März 1611 in Elbing); ⚭ (26. Januar 1578 in Elbing) Andreas Mo(h)renberg von Bartowitz, Kämmerer in Elbing, (* um 1545; † nach 1605)
H5. Elisabeth von Bodeck, (* 1554 in Danzig; † 14. Februar 1596 in Danzig); ⚭ (1577/21. September 1578 in Elbing) George Wieder, Kaufmann in Elbing, Ratsherr (1596), Bürgermeister und Landrichter (1603), königlicher Burggraf, zum Land-Reichstag entsandt (1613), (* 1552 in Elbing; † 28. September 1614 in Elbing-Nikolai), Sohn von George Wieder (1501–1588) und Anna von Dambitz (um 1525)
E2. [I] 3 Töchter von Bodeck
E3. [II] Conrad von Bodeck, (* 1403; ⚔ 1454 in der Schlacht von Konitz)
D2. Conradt von Bodeck
D3. Margaretha von Bodeck
C3. Bertram von Bodeck, Konsul in Elbing, (* 1345; † 1404 in Danzig); ⚭ () Brigitta von Schönfeld (* um 1350)
C4. Tochter von Bodeck
B2. Heinrich von Bodeck, (* 1300 in Culmsee; ⚔ in Livland)
A2. Dietrich von Bodeck, Deutschordensritter (1272), (* um 1250; † 1310)

## Nachkommen von Johann von Bodeck

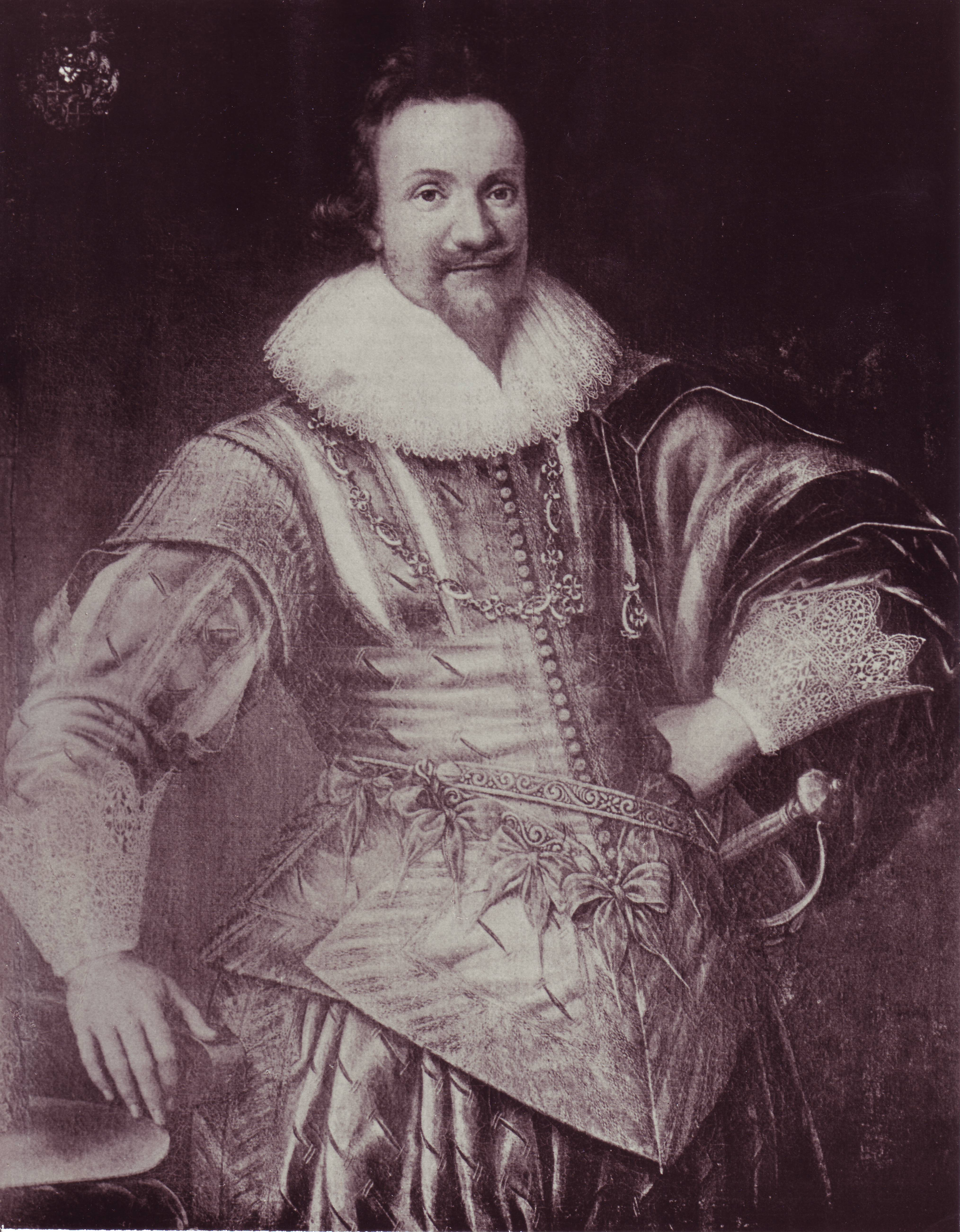
Johann von Bodeck „der Jüngere“, (* 22. Dezember 1589 in Frankfurt; † 19. November 1650 in Utrecht), Gemälde eines unbekannten Meisters

Johann (Hans) von Bodeck, entgeht 1572 während der Bartholomäusnacht in Paris als Protestant nur knapp dem Tod, flieht 1585 bei der Einnahme Antwerpens durch die Spanier nach Frankfurt und erwirbt das Beisassenrecht, erster Frankfurter Guldenmillionär, (* 6. September 1555 in Antorff (Antwerpen); † 2. August 1631 in Frankfurt am Main; ▭ 4. August 1631); ⚭ (24. Juni 1584 in Antwerpen) Maria Bormann (* 23. April (1562/1568) in Antwerpen; † 31. Oktober 1628 in Frankfurt am Main), Tochter von Arnold Bormann, Kaufmann und Wechselhändler, (–) und Cornelia Piggen (–). Sie hatten folgende Nachkommen:
A1. Bonaventura von Bodeck, gründete mit seinen Brüdern 1614 die Firma „Gebrüder Bonaventura, Johann & Arnold von Bodeck“, (* 12. Juli 1588 in Frankfurt am Main; † 11. Januar 1627 in Straßburg)
A2. Johann (Hans) von Bodeck „der Jüngere“, auf Marwitz, Hirschfeld und Berghaupten, gründete mit seinen Brüdern 1614 die Firma „Gebrüder Bonaventura, Johann & Arnold von Bodeck“, (* 22. Dezember 1589 in Frankfurt am Main; ~ 25. Dezember 1589 ebenda; † 2. Dezember 1640 in Utrecht); ⚭ (29. Juni 1617 in Hamburg) Johanna Susanna von Uffeln (* um 1605; † 19. November 1650 in Utrecht), Tochter von Dominicus von Uffeln, Hamburger Bankier und Rittergutsbesitzer, (–) und Maria van Hoen (–)
B1. Dominicus von Bodeck, Herr auf Marwitz, Bankier in Frankfurt, hinterließ ein Vermögen von 326.000 Gulden, (* 25. September 1619 in Frankfurt am Main; ~ 28. September 1619 ebenda; † 7. Dezember 1663 ebenda; ▭ 10. Dezember 1663 ebenda); ⚭ (15. Juni 1652 in Frankfurt am Main) Anna Christina zum Jungen (* 23. Dezember 1628 in Frankfurt am Main; ~ 25. Dezember 1628 ebenda; † 14. Juli 1665 ebenda; ▭ 17. Juli 1665), Tochter von Johann Maximilian zum Jungen (1596–1649) und Maria Salome Stalburger (1602–1646)
C1. Justina von Bodeck, (~ 3. April 1653 in Frankfurt am Main; † 17. Januar 1679 ebenda; ▭ 29. Januar 1679 ebenda); ⚭ (1. Oktober 1672 in Frankfurt am Main) Hector Wilhelm von Günderrode, studiert in Gießen und Leipzig, Ratsherr (1693), kaufte den Kettenhof (1690), (* 21. März 1647 in Frankfurt am Main; ~ 23. März 1647 ebenda; ▭ 9. Juni 1700 ebenda), (⚭ II: (5. August 1680 in Frankfurt am Main) Maria Margarete von Syvertes (~ 27. Juli 1651 in Frankfurt am Main; ▭ 29. August 1709), Tochter von Burkhard Berthold von Syvertes (1608–1658) und Maria Euphrosina Steffan von Cronstetten (1626–1664)), Sohn von Philipp Wilhelm von Günderrode (1623–1689) und Anna Maria Scholier (1625–1676)
C2. Susanne Marie von Bodeck, Miterbin von Berghaupten, ((* 9. März 1655); ~ 13. März 1655 in Frankfurt am Main; († 5. September 1689); ▭ 8. September 1689 ebenda); ⚭ (7. Februar 1676 in Frankfurt am Main) Johann Adolf von Lersner, studiert in Erfurt, Mitherr auf Berghaupten, Ratsherr (1702), (* 15. November 1653 in Frankfurt am Main; ~ 17. November 1653 ebenda; † 28. Dezember 1703 ebenda; ▭ 31. Dezember 1703), (⚭ II: (22. November 1693 in Frankfurt am Main) Anna Sibylla Sprenger, römisch-katholisch, (* 1655; ▭ 9. Mai 1717 in Frankfurt am Main), Tochter von Johann Theodor Sprenger (–1681) und Marie Katharine Müller (–)), Sohn von Philipp Christian von Lersner (1611–1684) und Maria Margaretha Baur von Eysseneck (1622–1692)
C3. Maria Elisabeth von Bodeck, (* 14. Mai 1568; † 11. November 1684); ⚭ (1. September 1679 in Frankfurt am Main) Johann Maximilian Ruland (* 18. August 1660 in Frankfurt am Main; ~ 21. August 1660 ebenda; † 23. Januar 1743; ▭ 25. Januar 1743), (⚭ II: (10. Februar 1686 in Frankfurt am Main) Maria Sibylla von Glauburg († 12. September 1739 in Frankfurt am Main), Tochter von Hieronymus Augustus von Glauburg (1613–1662) und Maria Margretha von Holzhausen (1634–1667)), Sohn von Nicolaus Ruland (1618–1686) und Anna Sibylla zum Jungen (1625–1669)
C4. Johann Bonaventura von Bodeck, Herr auf Marwitz, Hirschfeld und Praunheim, Bankier in Frankfurt, (* 5. November 1661 in Frankfurt am Main; ▭ 2. Dezember 1737 ebenda); ⚭ (12. Januar 1684 in Frankfurt am Main) Anna Sibylla von Lersner (* 1659; ~ 11. August 1659 in Frankfurt am Main; † 12. Juni 1684 ebenda), Tochter von Philipp Christian von Lersner (1611–1684) und Maria Margaretha Baur von Eysseneck (1622–1692)
D1. Phillipp Bonaventura von Bodeck, (* 30. August 1685)
D2. Margaretha Sybilla von Bodeck, (* 27. Juli 1688; † 4. September 1690)
D3. Sophia Elisabeth von Bodeck, (* 14. September 1690 in Praunheim; † 27. Juli 1700)
D4. Christian Bonaventura von Bodeck (* 23. November 1692 in Frankfurt am Main)
D5. Karl Maximilian von Bodeck, verlor sein Vermögen und geriet in hohe Schulden. 1740 wird er von einem Sänftenträger wegen unbezahlten Lohns verklagt, danach ist die Familie in Frankfurt nicht mehr nachweisbar, (* 6. April 1696 in Praunheim; † nach 1740); ⚭ () Margarete Elisabeth von Lersner (* 10. August 1692 in Nordenstadt; † 16. März 1758 in Frankfurt am Main), Tochter von Johann Ludwig von Lersner (–1716) und Sophia Magdalena zum Jungen (–1739)
B2. Johann von Bodeck, (* 1621; † 3. August 1623)
B3. Johann Arnd von Bodeck, (* 1622 in Frankfurt am Main; † 19. Januar 1651 in Elbing)
B4. Bonaventura III. von Bodeck auf Gülzow, Herzoglich Mecklenburgischer Kämmerer und Geheimrat, (* 3. April 1624 in Frankfurt am Main; † 14. Oktober 1691 in Gülzow); ⚭ (17. April 1645 in Hamburg) Franzina van Uffeln (* 13. Mai 1626 in Hamburg; † 2. April 1655 ebenda), Tochter von Johann van Uffeln (–) und Francina Berenberg (–)
C1. Susanna Francina von Bodeck, (* 1655; † 1691); ⚭ () Joachim Werner von Bülow, (* 17. August 1653; † 20. Juni 1724 in Gudow; ▭ 19. Oktober 1724 ebenda), (⚭ II: (1693) Eva Sophie von der Lühe, († 1717)), Sohn von Jacob von Bülow (1626–1681) und Dorothea Margarethe von Wittorf (1635–1668)
B5. Agatha von Bodeck, (* 23. Dezember 1626 in Frankfurt am Main; † 29. Dezember 1626)
B6. Anna Regina von Bodeck, (* 27. Februar 1628 in Frankfurt am Main); ⚭ (29. Februar 1648) Gerard Blois von Amstel auf Oudegeyn und Geyn, Jägermeister des Stifts Utrecht, Obrist zu Pferde
B7. Cornelia Elisabeth von Bodeck, (* 10. Juni 1631 in Frankfurt am Main; † 3. Oktober 1674 in Danzig); ⚭ (6. Februar 1652) Ernst von Bodeck, auf Hansdorf, (* 9. Juli 1620 in Hansdorf; † 22. Februar 1681 in Hansdorf), Sohn von Hans von Bodeck (1582–1658) und Cordula von Schwarzwald (1588–1635)
B8. Peter von Bodeck, (* 1632 in Frankfurt am Main; † 24. Oktober 1659 in Utrecht); ⚭ (1657) Justina von Brederode († 24. Oktober 1659 in Utrecht), Tochter von H. von Brederode (–) und Gertraud Rheede von Amerongen (–)
C1. Susanna Gertraud von Bodeck, (* 14. April 1659; † 19. Januar 1741 in Nieuwer Ter Aa); ⚭ I: (1679) Hironimus van Uffeln, Herr von Rogeers; ⚭ II: (21. Februar 1694 in Utrecht) Jacobus van Renesse van der Aa († 25. Februar 1738; ▭ in Nieuwer Ter Aa)
C2. Peter Nikolaus von Bodeck, (* 23. Mai 1660 in Utrecht; † 30. Oktober 1660)
B9. Susanna Agatha von Bodeck, (* 3. März 1635 in Frankfurt am Main; † 22. April 1687); ⚭ (1655 in Hamburg) Dominicus van Uffeln
A3. Arnold von Bodeck, gründete mit seinen Brüdern 1614 die Firma „Gebrüder Bonaventura, Johann & Arnold von Bodeck“, (* 25. März 1592 in Frankfurt am Main; † 17. Dezember 1639 in Utrecht)
A4. Cornelia von Bodeck, (* 13. August 1593 in Frankfurt am Main; † 18. Januar 1631 in Utrecht); ⚭ (19. Oktober 1612) Hans Karl Rehlingen genannt Rehlinger, Sohn von Wolff von Rehlingen (–) und Euphrosina Heintzel (–)
A5. Maria von Bodeck, (* 22. Dezember 1595 in Frankfurt am Main; † 12. März 1619 in Wiesbaden); ⚭ (28. April 1617) Dominicus van Uffeln, Hamburger Bankier und Rittergutsbesitzer, († 12. März 1619 in Wiesbaden), Sohn von Dominicus van Uffeln (–) und Maria von Hoon (–)
A6. Carl Michael von Bodeck, (* 18. Oktober 1597; † 21. August 1601)
A7. Ferdinand von Bodeck, (* 6. Oktober 1599; † 18. August 1602)
A8. Agatha von Bodeck, (* 21. Dezember 1601 in Frankfurt am Main; † 12. März 1641 in Hanau); ⚭ (11. Juni (1622/1627)) Christoph von Rotleben zu Alzenau, gräflich hanauischer Jägermeister und Amtmann zu Altzenau, († 12. März 1641 zu Hanau), Sohn von Nikolaus von Rotleben (–) und Margaretha von Werleben (–)
A9. Susanna von Bodeck, (* 30. November 1603 in Frankfurt am Main; † 6. Mai 1643 ebenda)
A10. Katharina von Bodeck, (* 10. Oktober 1608 in Frankfurt am Main; † 17. September 1639); ⚭ (29. Juni 1629) Hans Walter Geck von und zu Kochendorf

## Nachkommen von BonaventuraII. Bodeck
Bonaventura II. Bodeck, Handelsherr zu Frankfurt, Augsburg und Zürich, kaiserlicher Rat, Adelsbestätigung (19. Januar 1615), (* 12. September 1556 in Antwerpen; † (4./29.) Januar 1629 auf Schloss Elgg in Elgg); ⚭ I: (27. August 1584 in Augsburg) Katharina Rehlinger von Windach (* 24. März 1562; † 22. März 1603 auf Schloss Elgg), Tochter von Carl Wolfgang Rehlinger von Windach (–) und N.N. (–); ⚭ II: (6. Januar 1612) Ursula von Berenfels (* 23. April 1560), (⚭ I: () N.N. von Schauenburg), Tochter von Hannibal von Berenfels (1535–1601) und Judith von Eptingen (–). Sie hatten folgende Nachkommen:
A1. [I] Anna Constantia Bodeck von Ellgau, (* 12. April 1586 in Frankfurt am Main); ⚭ (16. Oktober 1607 auf Schloss Elgg) Reinhard Casimir Wambolt von Umstadt
A2. [I] Bonaventura (III.) Bodeck von Ellgau, (* 10. März 1588 in Augsburg; † 26. April 1658 in Küngersheim); ⚭ () Salomé von Thurberg
B1. Johann Conrad Bodeck von Ellgau, (* 13. Dezember 1620 in Pratteln; † 1670 in Dautenstein); ⚭ () Helena von Scharpfenstein
C1. Johann Evangelist Bodeck von Ellgau, bischöflicher Straßburger Oberamtmann zu Oberkirch, (* 1646; † 16./18. November 1706); ⚭ () Anna Maria von Scharpfenstein genannt Pfeil
D1. Helene Barbara Bodeck von Ellgau († 12. Juli 1739 in Durbach); ⚭ (24. Juni 1693 in Oppenau, Eheberedung) Johann Carl Grünlinger, Kaiserlicher Hauptmann und Amtmann der Herrschaft Staufenberg, (⚭ I: () Eva Heisler (), Tochter von Johann Bernhard Heisler (–) und Anna Elisabeth Springauf (–)), († 1712 auf Schloss Staufenberg)
D2. Philipp Anton Ernst Bodeck von Ellgau, (* 8. Januar 1687 in Oberkirch; † 18. Februar 1735); ⚭ (5. Februar 1716) Freiin Maria Anna Augusta von Blittersdorf und Neusalz
E1. Leopold Fidelis Bodeck von Ellgau
E2. Franz Johann Heinrich Nikolaus Bodeck von Ellgau, kgl.-französ. Oberstlieutenant, (* 29. Juli 1729; † 25. März 1796); ⚭ () Freiin Maria Euphemie Gabriele Josephine Ursula Böcklin von Böcklinsau
F1. Constantine Franziska Maria Bodeck von Ellgau, (* 17. Mai 1771 in Straßburg)
F2. Maria Caroline Euphemie Leopoldine Bodeck von Ellgau
F3. Ludwig August Bodeck von Ellgau
F4. Friedrich Carl Maria Bodeck von Ellgau, als Domkapitular in Fulda aufgeschworen (1797), Priesterweihe (7. Juli 1800), Stadtpräsident von Fulda, Dompropst in Würzburg (30. September 1830), Generalvikar und Direktor des bischöflichen Ordinariats (15. Oktober 1836), (* 5. Juli 1776 in Straßburg; † 28. Mai 1838 in (Würzburg), an Unterleibskrankheit)
F5. Freiherr Franz Ludwig Bodeck von Ellgau (eingetragen in die Freiherrnklasse der Adelsmatrikel des Königreich Bayern), erwarb 1807 Kloster Heidenfeld, (* 27. Oktober 1773); ⚭ () Freiin Leopoldine von Würtzburg
G1. Freiin Theresia Leopoldina Bodeck von Ellgau, (* 12. Januar 1804 in Bamberg); ⚭ (12. September 1823) Christoph Franz Amand von Buseck zu Forstlahm (* 10. September 1796), Sohn von Leopold Friedrich von Buseck (1739–1813) und Freiin Marie Caroline Leopoldine Bodeck von Ellgau (–)
G2. Freiherr Georg Karl Joseph Bodeck von Ellgau, kgl.-bayer. Kämmerer und Landwehrmajor, (* 18. März 1805 in Würzburg); ⚭ (11. Mai 1841) Freiin Euphemia Antonia Maria Eugenia Franziska Huberta von Zandt
H1. Freiherr Franz Ludwig Maximilian Bodeck von Ellgau, Offizier und Kammerherr, (* 1. März 1842 in Würzburg; †† 12. Oktober 1907 in Staudenhäusl bei Lengsham); ⚭ (1870) Freiin Maria Anna Caroline Franziska Henrietta Theodora von Hallberg zu Broich Schriftstellerin, (* 23. Juli 1850 in Köln; † 20. August 1910 in Sigmaringen), Tochter von Freiherr Theodor Johann Nepomuk Maria Joseph Franz Xaver Hubert von Hallberg (1824–1878) und Friederike Hubertina Maria Josepha von Gruben (1832–1900)
→ Zweig Bodeck von Ellgau im Mannesstamm erloschen
I1. Freiin Antonia Theresia (Anna) Bodeck von Ellgau, (* 26. März 1882 in Hörbranz; † 20. März 1961 in München); ⚭ (16. Mai 1903 in Lochau bei Bregenz); ⚮ (20. Dezember 1914 in München) Freiherr Eduard Oskar Wilhelm von Brück (* 28. April 1870 in Eichstätt; † 4. April 1928 in Frankfurt am Main); (⚭ II: (21. Juni 1923 in Frankfurt am Main) Martha Rosenbaum (* 24. September 1885 in Frankfurt am Main), Tochter von Sally R. (–) und Allma Levi (–)), Sohn von Freiherr Karl Heinrich Joseph von Brück (1837–1895) und Freiin Charlotte Grote (1845–1893)
I2. Freiherr Maximilian Otto Gustav Hubert Bonaventura Maria Bodeck von Ellgau, k. k. Infanterie-Kadettenschüler, (* 3. September 1883 in Hörbranz; † 28. Juli 1902 in Staudenhaus bei Bregenz, an Hodenkrebs; ▭ 30. Juli 1902 in Lochau bei Bregenz)
H2. Freiin Maria Emilie Bodeck von Ellgau, (* 30. Juli 1843 in Würzburg; † 22. April 1910 in Stotzheim); ⚭ (14. September 1864) Graf Karl Raimund von Andlaw-Homburg (* 16. Januar 1819 in Freiburg im Breisgau; † 8. Januar 1874 in Heidenfeld bei Schweinfurt), Sohn von Graf Hubert Joseph von Andlaw-Homburg (1774–1856) und Freiin Charlotte von Falkenstein (1780–1848)
H3. Freiin Therese Caroline Bodeck von Ellgau, Stiftsdame zu Freiburg im Breisgau, (* 24. Juni 1844; † 28. Juni 1913 in Würzburg)
H4. Freiherr Maximilian Friedrich Karl Bodeck von Ellgau, (* 27. Februar 1846; † 20. August 1852)
H5. Freiherr Karl Maximilian Maria Bonaventura Bodeck von Ellgau, (* 24. November 1849; † 29. März 1878 in Hasenfeld)
H6. Freiherr Friedrich Maximilian Maria Bodeck von Ellgau, (* 9. Mai 1854; † 2. September 1906 in München)
H7. Freiin Maria Caroline Huberta Benigna Bodeck von Ellgau, trat 1897 in den St. Anna Stift zu Würzburg, (* 13. Februar 1856; † 28. Juni 1913 in Würzburg)
H8. Freiherr August Max Emil Maria Bodeck von Ellgau, (* 27. September 1857; † )
G3. Freiin Euphemia Bodeck von Ellgau (* 20. Mai 1808; † )
A3. [I] Wolfgang Carl Bodeck von Ellgau, († 1629 in Elgau, an der Pest)
A4. [I] Friedrich Bodeck von Ellgau, Kapitän, († 1665); ⚭ (22. Mai 1622) Carolet de Logier (▭ 13. Oktober 1628 in Utrecht)
B1. Bonaventura Bodeck von Ellgau, (▭ 16. Januar 1628 in Utrecht)
B2. (Adolf) Bodeck von Ellgau, (* 1623 in (Utrecht); ⚔ 1673); ⚭ (8. April 1645 in Utrecht) Nellechien Jans van Gelder
C1. Matthias Bodeck von Ellgau, (* 1648)
D1. Ferdinand Bodeck von Ellgau, (* 15. Januar 1681; † 17. Oktober 1742)
A5. [I] Johann Melchior Bodeck von Ellgau, Herr von Wintersheim, (* 23. April 1590 in Augsburg; † 1659); ⚭ (24. März 1619 in Tiel) Hadewich van Brakel († 12. Februar 1659 in Tiel), Tochter von Dirk van Brakel (–) und Petronella Vijgh (–)
B1. Petronella Bodeck von Ellgau, Erbtochter von Teisterbant und Avezaath, (▭ 1. Dezember 1709 in Avezaath); ⚭ (15. Februar 1660 in (Avezaath)) Dieterik van Eck (▭ 31. Januar 1695 in Avezaath)
B2. Anna Maria Bodeck von Ellgau, urkundlich 1660
B3. Bonaventura Bodeck von Ellgau, (* 1635 in Ingen; † 10. Januar 1679 ebenda); ⚭ (28. Januar 1660 in Tiel) Maria de Bedarrides, († 9. Dezember 1705 in Rijswijk), Tochter von Daniel de Bedarrides, Herr von Geldersweert, Oberstleutnant (1605–1671) und Elisabeth van Gelder (1610–1678)
B4. Johann Carl Bodeck von Ellgau, Herr von Wintersheim, Amtmann von Odenheim (1652–1668); ⚭ (28. Januar 1660 in Tiel) Elisabeth de Durfort d’Autièges, Tochter von Pierre de Durfort, Seigneur d’Autièges (–1645) und Johanna van Brakel (–1636)
C1. Godefridus Bodeck von Ellgau, Student an der Universität Leiden (21. September 1685), (* um 1665)
A6. [I] Johann Arnold Bodeck von Ellgau, (▭ 18. Dezember 1639 in Utrecht)
zurzeit nicht einsortierbar
1 Heinrich Albrecht Christoph Hans von Bodeck, auf Wiese, Hirschfeld, Hansdorf, Groß- und Klein Marwitz, (* 1. März 1750 in Hansdorf bei Elbing; †† 27. August 1829 in Neu-Münsterberg bei Mühlhausen; ▭ in Hirschfeld); ⚭ I: () Jeannette von Pogwisch (Tante der Ottilie Wilhelmine Ernestine Henriette von Goethe, geborene Pogwisch), († 1803); ⚭ II: (25. Oktober 1803) Henriette Eleonore Gottliebe von Wildemann aus Kurland (* 31. Januar 1765; † 1830; ▭ in Wiese bei Preuß. Holland), Tochter von Christoph Leopold von Wildemann (1741–1803) und Maria Sybilla Elisabeth von Hahnbohm (1739–1765)
→ Preußischer Zweig im Mannesstamm erloschen
1.1 Tochter von Bodeck
1.2 Jeannette Friederike Wilhelmine von Bodeck; ⚭ () Freiherr Heinrich Dietrich von Keyserlingk, Sohn von Johann Hermann von Keyserling (1722–1794) und Catharina Elisabeth von Manteuffel (1727–1811)
1.3 Ulrike von Bodeck, Erbin von Wiese, Hirschfeld, Hansdorf, Groß- und Klein Marwitz; ⚭ () Generalmajor Karl Casimir Gottvertrau von Hülsen, Oberst und Kommandeur des 1. Inf.Reg., wurde anlässlich der Thronbesteigung von König Friedrich Wilhelm IV. in den Grafenstand erhoben (1840), (* 1778; † 1858)
2 Anna Constantia von Bodeck; ⚭ () Reinhard Casimir von Groschlag zu Dieburg, († 1634)
3 Johann Arnold Werner von Bodeck, ⚭ (1724) Sophie Charlotte von Oertzen (* 6. Oktober 1704; † ), Tochter von Helmuth Friedrich von Oertzen (1673–1754) und Susanna Francisca von Bülow (–1729)
4 Karl von Bodeck († 28. März 1839); ⚭ () Marie Wilhelmine Schenk zu Schweinsberg, (* 10. Jun 1801 † 20. Mai 1864), (⚭ II: Erasmus Kornemann († 23. Mai 1863)), Tochter von Carl Philipp Wilhelm Schenk zu Schweinsberg (1765–1828) und Charlotte von Drach (–)
5 Freiin Maria Anna Bodeck von Ellgau (* 1716 in Oberkirch; † 1791 in Wien) ⚭ Johann Karl Moritz von Sebottendorff, k.k. Oberst, (* 1698; † 1760 in Graz)
6 Freiherr Georg Philipp von Bodeck und Ellgau, ⚭ (1. Februar 1769 in Vettrin) Charlotte Amalie von Zickelsheim, verw. von Glasenapp
7 Freiin Marie Caroline Leopoldine Bodeck von Ellgau; ⚭ () Leopold Friedrich von Buseck (* 12. August 1739; † 2. Juli 1813); ihre Söhne: Karl Theodor von Buseck und Christoph Franz Amand ⚭ (12. September 1823) Freiin Theresia Leopoldina Bodeck von Ellgau (* 12. Januar 1804 in Bamberg) [G1]

## Wappen

Das Wappen der Familie von Bodeck

Die Familie verfügte bereits vor 1584 über ein Wappen: Ein blauer Schild, darin ein über den gesamten Schild gehendes
gelbes oder goldenes Kreuz. Auf dem Schild ein Stechhelm, zur linken mit gelb und roten und zur rechten Seite mit blauen und gelben Helmdecken. Darauf ein mit gleichen Farben gestalteter Bausch verziert. Daraus nebeneinander mit eingekehrten Achsen zwei Adlerflügel, die jeder in der Mitte horizontal geteilt sind. Links oben und rechts unten jeweils gelb oder goldfarben und rechts oben und links unten von blauer Farbe.
1584 wurde dann durch Bonaventura Bodeckher dem Älteren in Prag die Besserung des Wappens bewirkt: Ein geviertelter Schild, darin oben rechts und unten links ein blaues Feld mit goldenem Kreuz und oben links und unten rechts ein goldenes
Feld, darin ein nach rechts streitender roter Löwe mit über dem Kopf gebogenen und in den Rachen haltenden Schwanz.
Anstatt des Stechhelms ein offener Turnierhelm, darauf zwischen den oberen Adlerflügeln abermals den nach rechts streitenden Löwen.